# Al pastor
Al pastor (en espagnol, littéralement « du berger ») est une méthode de cuisson de la viande originaire du centre du Mexique, mais populaire dans tout le pays, pour la préparation de tacos. Bien que le format du trompo de viande rappelle celui utilisé pour la confection de kebabs ou shawarma moyen-orientaux, la viande est quasi exclusivement celle du porc. Le plat a été importé par des immigrants libanais,.
Il est principalement utilisé dans les tacos, mais peut se trouver dans différents mets de la cuisine mexicaine.
Pastor veut dire « berger » en latin, ce qui explique l'origine du mot « pasteur » en français et pastor en espagnol, et signifie donc à l'origine « viande cuite à la façon des bergers ». Dans le nord du Mexique et la Basse-Californie on parlera plutôt de taco de adobada.

## Préparation
La viande est marinée avec du vinaigre et une sauce rouge préparée avec des piments mixés avec le jus de la viande, de l'ail, de l'oignon, de la tomate, et des tranches d'ananas. On trouve parfois également de l'achiote, avant que l'ensemble soit cuit à la flamme sur une rôtisserie verticale appelée trompo (litt. « toupie »). Une fois cuite, la viande est découpée en fines tranches avec un large couteau et déposée sur de petites tortillas de maïs et accompagnée d'oignons et de coriandre, avec un filet de lime et de salsa.
On la trouve également parfois comme ingrédient d'autres plats comme les gringas, alambres, huarachas, tortas et pizzas.